# Satriani Live!
Albums de Joe Satriani
Super Colossal
(2006) Professor Satchafunkilus and the Musterion of Rock
(2008)
Satriani Live! est un double CD et DVD de Joe Satriani, enregistré en public au Grove in Anaheim, le 3 mai 2006.

## CD

### Disque 1
1. Flying in a Blue Dream - 8:38
2. The Extremist - 3:40
3. Redshift Riders - 4:46
4. Cool #9 - 8:02
5. A Cool New Way - 10:00
6. Satch Boogie - 5:18
7. Super Colossal - 4:17
8. Just Like Lightnin' - 5:00
9. Ice 9 - 4:28
10. One Robot's Dream - 8:02

### Disque 2
1. Ten Words - 3:35
2. The Mystical Potato Head Groove Thing - 7:36
3. The Meaning of Love - 4:59
4. Made of Tears - 10:23
5. Circles - 9:49
6. Always with Me, Always with You - 9:43
7. Surfing with the Alien - 7:48
8. Crowd Chant - 3:14
9. Summer Song - 9:11

## DVD

### DVD 1 -Le Live
1. Flying in a Blue Dream
2. The Extremist
3. Redshift Riders
4. Cool #9
5. A Cool New Way
6. Satch Boogie
7. Super Colossal
8. Just Like Lightnin'
9. Ice 9
10. One Robot's Dream
11. Ten Words
12. The Mystical Potato Head Groove Thing
13. The Meaning of Love
14. Made of Tears
15. Circles
16. Always with Me, Always with You
17. Surfing with the Alien
18. Crowd Chant
19. Summer Song

#### Bonus Features
1. The Tour Rehearsal
2. In the Studio Recording "Crowd Chant"
3. The Last US Show
4. Super Colossal Video

### DVD 2 -Les Bonus
1. Indian Documentary: "Flying in a Blue Dream"
2. 2006 Tour Podcasts #1 - #4
3. European Tour Slide Show